# 5-(3,4-Diacetoksibut-1-inil)-2,2'-bitiofenska deacetilaza
5-(3,4-Diacetoksibut-1-inil)-2,2'-bitiofenska deacetilaza (EC 3.1.1.66, diacetoksibutinilbitiofen acetat esteraza, 3,4-diacetoksibutinilbitiofen:4-acetat esteraza) je enzim sa sistematskim imenom 5-(3,4-diacetoksibut-1-inil)-2,2'-bitiofen acetilhidrolaza. Ovaj enzim katalizuje sledeću hemijsku reakciju
5-(3,4-diacetoksibut-1-inil)-2,2'-bitiofen + 2O {\displaystyle \rightleftharpoons } 5-(3-hidroksi-4-acetoksibut-1-inil)-2,2'-bitiofen + acetat
Ovaj enzim je visoko specifičan. On je izdvojen iz Tagetes patula.

## Literatura
- Nicholas C. Price; Lewis Stevens (1999). Fundamentals of Enzymology: The Cell and Molecular Biology of Catalytic Proteins (Third изд.). USA: Oxford University Press. ISBN 019850229X.
- Eric J. Toone (2006). Advances in Enzymology and Related Areas of Molecular Biology, Protein Evolution (Volume 75 изд.). Wiley-Interscience. ISBN 0471205036.
- Branden C; Tooze J. Introduction to Protein Structure. New York, NY: Garland Publishing. ISBN 0-8153-2305-0.
- Irwin H. Segel. Enzyme Kinetics: Behavior and Analysis of Rapid Equilibrium and Steady-State Enzyme Systems (Book 44 изд.). Wiley Classics Library. ISBN 0471303097.

## Spoljašnje veze
- 5-(3,4-diacetoxybut-1-ynyl)-2,2'-bithiophene+deacetylase на 